# 5784 Yoron
5784 Yoron (tên chỉ định: 1991 CY) là một tiểu hành tinh vành đai chính. Nó được phát hiện bởi Akira Natori và Takeshi Urata ở Trạm quan sát JCPM Yakiimo ở Shimizu, Shizuoka, Nhật Bản, ngày 9 tháng 2 năm 1991. Nó được đặt theo tên một đảo thuộc Yoronjima, tận cùng phía nam ở Kagoshima Prefecture.